# 国家テロリズム

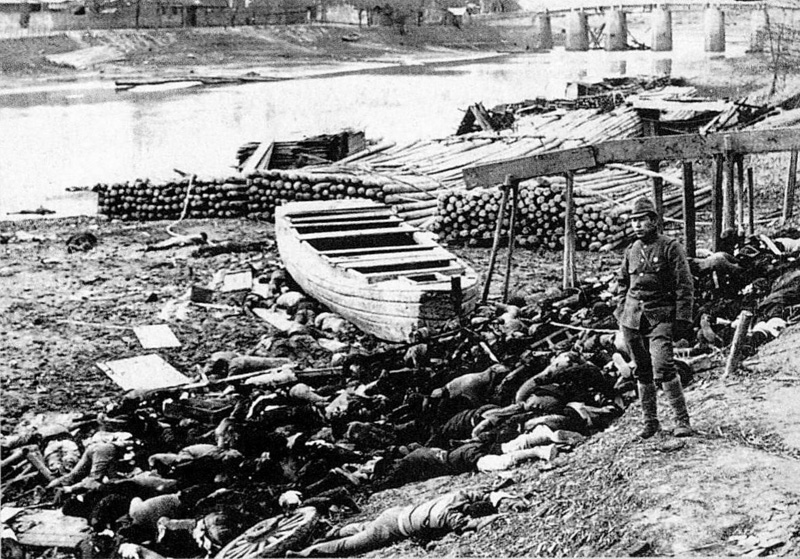
大日本帝国陸軍は、南京事件で市民をテロリストとみなして虐殺した。

国家テロリズム（こっかテロリズム、State terrorism）または国家テロ（こっかテロ）は、国家が他国や自国民に対して行うテロリズムである。

## 定義
テロリズムの定義は、学術的にも国際的にもはっきりした基準が存在しない。一部の研究者は、政府の行動がテロリズムに該当する場合があると指摘する。西シドニー大学教授のポール・ジェームズとカリフォルニア大学教授のジョナサン・フリードマンは、恐怖を引き起こすことを主な目的として行われる暴力を意味する「テロリズム」という用語を用いて、非戦闘員に対する国家テロリズムと「ショックと畏怖」戦術を含む戦闘員に対する国家テロリズムを区別している。
「shock and awe」は、敵に恐怖を与えるために行われる大規模な軍事行動のことを指す。これは国家テロリズムの一つである。この概念は、湾岸戦争のずっと前に、ハーラン・ウルマンが退役軍人のフォーラムで議長を務めていた頃に提唱された。
多くの政府、国際機関、研究者などは、テロリズムという用語は国家の行動には当てはまらないと判断している。この見解はテロリズムを行う個人または集団に着目するものである。これまでの間、国家テロリズムという用語は、政府が自国民に対して行うテロ行為全般を指したが、現在では、非戦闘員を標的とするテロ行為のみを指すことが多くなっている。歴史家のヘンリー・コマガーは、「テロリズムの定義が『国家テロリズム』を含む場合であっても、国家テロリズムに該当するであろう軍事行動の多くは、テロではなく、戦争や防衛として見られる傾向がある」と記している。
国家は、自国内の反政府勢力を支援する他の国家をテロ支援国家であると非難することがあるが、基本的に、合法的に存在する政府による行為は非合法とは見なされないため、自国の政府の行為をテロであると批判する個人は過激派とみなされる。ほとんどの国はテロリズムという言葉を国家以外の個人または集団にしてのみ使用しており、学術においてもこの解釈に従う場合が多い。
ブリタニカ・オンラインは、テロリズムを一般的に「国民に恐怖を与えることによって、政治目的を果たすために行われる組織的な暴力」と定義し、「テロリズムはすべての国において法的に定義されたものではない」とする。この百科事典は、「国家テロリズムは、政府、または政府内の派閥によって、国民、政府内の敵対する派閥、または外国の政府に対して実行される」としている。
テロリズムという言葉は現代においては、反政府勢力による暴力を指すが、国家テロリズムやの概念を包む、広義のテロリズムの概念を提唱する学者も存在する。カリフォルニア大学教授のマイケル・ストールは、「国際関係における戦略的なテロ行為の使用は一般的であり、国際関係では国家がテロ行為を行う可能性は国家以外の個人や団体よりも高い」と主張している。しかし、ストールは、「国家による暴力のすべてがテロリズムというわけではない。テロリズムにおいて、脅迫または暴力は、被害者に対して危害を加える以上の目的を持っている。直接の被害者よりも、暴力行為や脅迫が何を対象としているかの方が重要だ」と明言している。
学者のガス・マーティンは、国家テロリズムを「政府や関連組織が脅威と認識したものに対して行うテロリズム」と定義しており、その対象は国内外を問わずに及ぶ可能性がある。 ノーム・チョムスキーは国家テロリズムを「国家または政府とその代理人や同盟国によって行われるテロ」と定義している。
元外交官のサイモン・テイラーは、国家テロリズムを「国家機関が、体制への反抗を阻止する目的で、当事者の範囲を超えてコミュニティに恐怖を植え付けるために、市民に対して人命を軽視した暴力を使用すること」と定義している。これらの暴力行為には、大量虐殺、ジェノサイド、民族浄化、拷問など、テロに等しいとみなされる国家による暴力と、爆撃や暗殺など、一般的なテロの両方が含まれる。
ストールとジョージ・A・ロペスは、行為が公然と行われるか秘密裏に行われるか、そして国家が直接行為を行うか、支援するか、黙認するかに基づいて、国家テロリズムを3つのカテゴリーに分類した。

## 歴史
アリストテレスは、暴君が臣民に行う恐怖政治を批判した。オックスフォード英語辞典によって発表されたテロリズムという言葉の初出は、1795年にフランスで発表された暴君による恐怖政治に言及したものであった。 同年、エドマンド・バークは、ヨーロッパの安全を脅かすと考えられていた「テロリスト」と呼ばれる者を非難した。恐怖政治の間、ジャコバン派政府は反革命派の政敵を殺害し、恐怖を与えた。オックスフォード英語辞典はテロリズムの定義の一つとして「1789年から1794年の間にフランスで政権を握っていた政党によって行われた脅迫による統治」を挙げている。 テロリズムの元々の一般的な意味は国家によるテロリズムである。
その後の国家テロの例としては、1930年代にソビエト連邦や、1930年代から1940年代にかけてのナチスが推し進めた警察国家の政策が挙げられる。ロシア出身の哲学者イゴール・プリモラツは「ナチスとソ連はどちらも社会に対する完全な政治的支配を目指し、その目的を達成するために非常に強力な政治警察が無防備な市民にテロを仕掛けた。テロが成功したのは、主にその犠牲者が不特定多数だったためである。両国とも、政権はまずすべての反対勢力を抑圧し、反対勢力がいなくなると、政治警察は「潜在的な」反対者を迫害した。ソ連では、最終的に、不特定多数の市民がテロの犠牲になった。」としている。
非戦闘員を標的とした軍事行動も国家テロリズムである。例えば、ゲルニカ爆撃は国家テロリズムとされている。国家テロの他の例としては、第二次世界大戦中の真珠湾攻撃、重慶爆撃、日本への原子爆弾投下などが挙げられる。
1985年7月10日、ニュージーランドのオークランド港でグリーンピース所有の船レインボー・ウォーリア号が沈没した事件は、テロと見なされる場合がある。爆弾の爆発により、オランダ人写真家1名が死亡した。この攻撃を実行した組織である対外安全保障総局は、フランスの諜報機関である。実行犯のエージェントは司法取引の一環として過失致死の罪を認め、懲役10年の刑を宣告されたが、両国政府間の合意により、フランス国内で秘密裏に早期釈放されている。

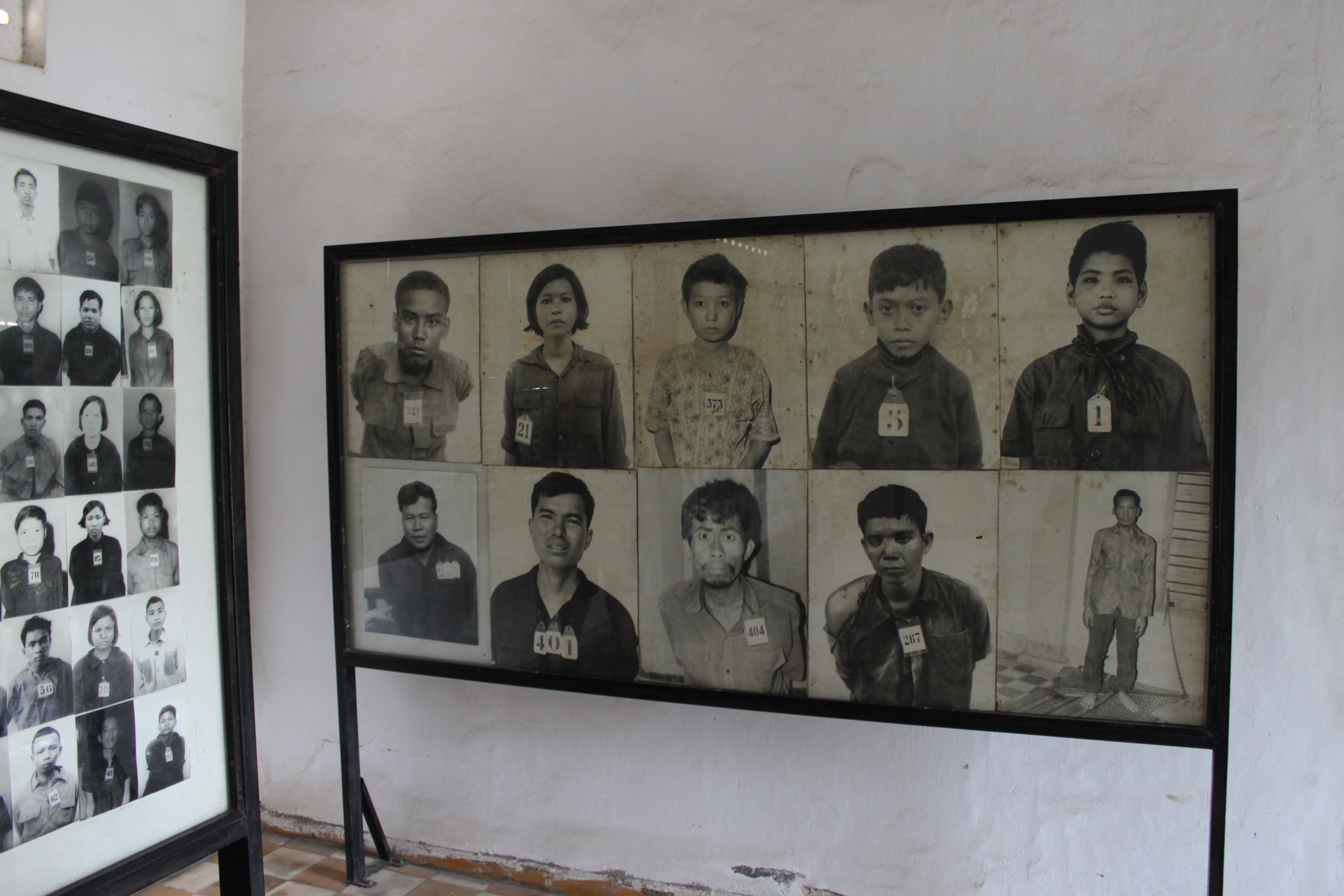
トゥール・スレンジェノサイド博物館の展示室には、クメール・ルージュが撮影した何千枚もの写真が展示されている。

1960年代から1990年代にかけて続いた北アイルランド紛争の間、イギリスの鎮圧部隊であるMRFは、アイルランド共和軍（IRA）のメンバーを追跡していた。その間、MRFは北アイルランドのカトリック教徒の殺害に関与していた。
2013年11月、BBCパノラマでMRFに関するドキュメンタリーが放映された。このドキュメンタリーは、7人のMRF元メンバー等からの情報を基にしている。兵士Hは「我々は当初、UVFだと思い込んで彼らと行動していた」と語っている。兵士Fは「我々は混乱を引き起こしたかった」と付け加えた 。
2014年6月、BBCの放送を受けて、北アイルランド警察（PSNI）がこの件の捜査を開始した。この番組以前、PSNIは、情報提供した7人の兵士の発言はどれも犯罪を認めたわけではないという立場を取っていた。

## 各国の国家テロリズム

### アルゼンチン
1974年から1983年にかけてアルゼンチンで国家テロが続けられており、この期間は汚い戦争と呼ばれている。

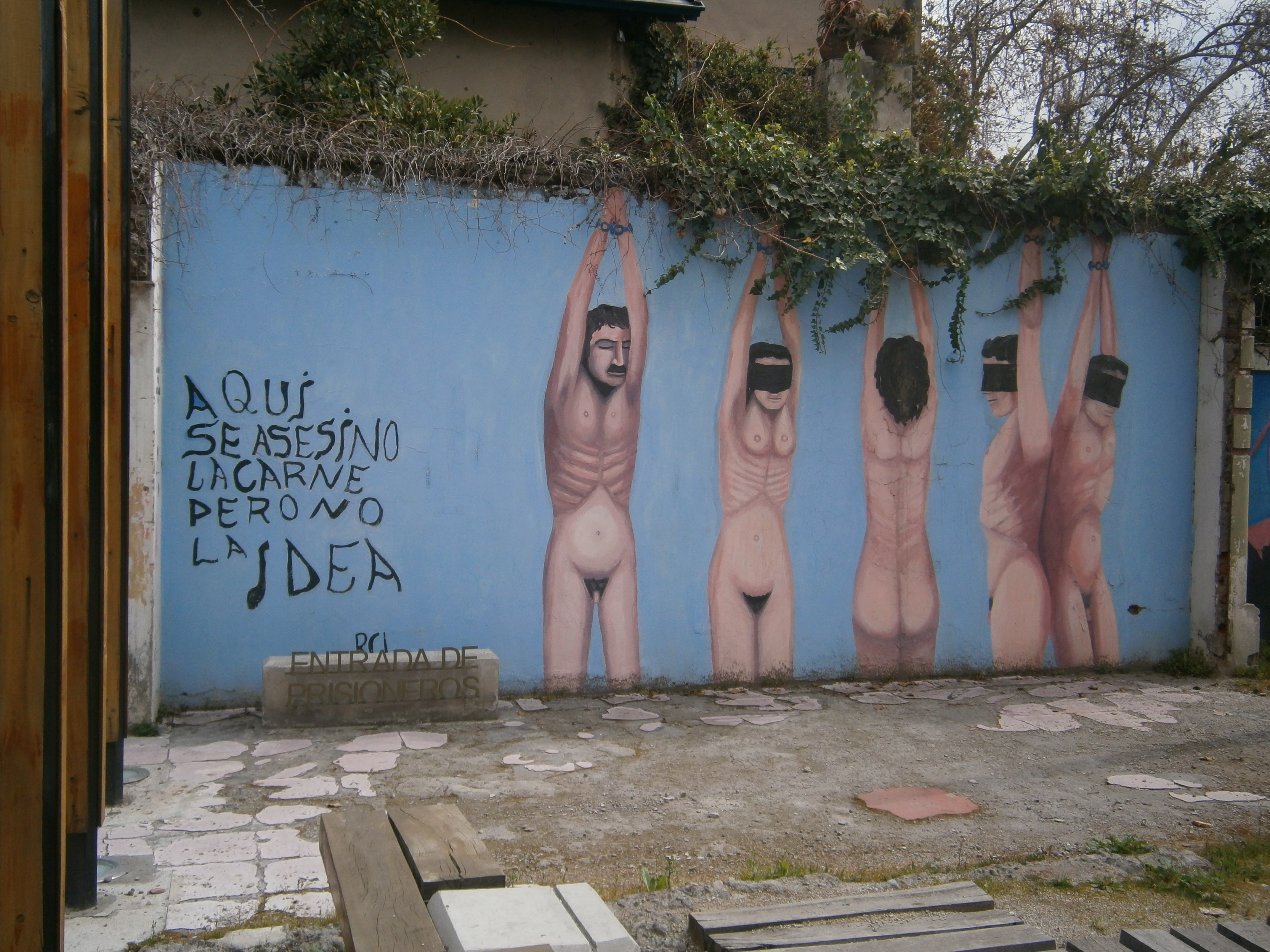
チリの秘密警察DINAの拷問センター

アウグスト・ピノチェト政権下のチリは、政敵に対する国家テロを疑われた。

### 中国
アメリカウイグル協会は、新疆における中国政府の行動は国家テロであると主張している。2006年、スペインの裁判所はその主張について捜査を開始したが、2014年に中止されている。

### フランス
レインボー・ウォーリア号事件は、1985年7月10日にオークランド港で起きた。これは、フランスのDGSEがグリーンピースによる南太平洋での核実験への妨害を阻止するために、グリーンピースの旗艦船を沈没させることを目的として攻撃を行ったものである。この攻撃により、グリーンピースの写真家が死亡し、近代国家としてのニュージーランドの主権に対する初めての攻撃として大騒動が巻き起こった。フランスは当初、この攻撃への関与を否定し、テロ行為としてこの攻撃を非難した。1986年7月、ニュージーランドとフランス間の調停の結果、2人の受刑者はフランス領ポリネシアのハオ島で3年間服役することになり、フランス政府はニュージーランドに謝罪し、1,300万ドルを支払うことになった。

### イスラエル
2023年11月、トルコのレジェップ・タイイップ・エルドアン大統領は、イスラエルがガザ地区で国際法に違反する戦争犯罪を犯した「テロ国家」であると非難した。彼は、パレスチナを植民地にするイスラエル人は「テロリスト」として認識されるべきだと述べた。

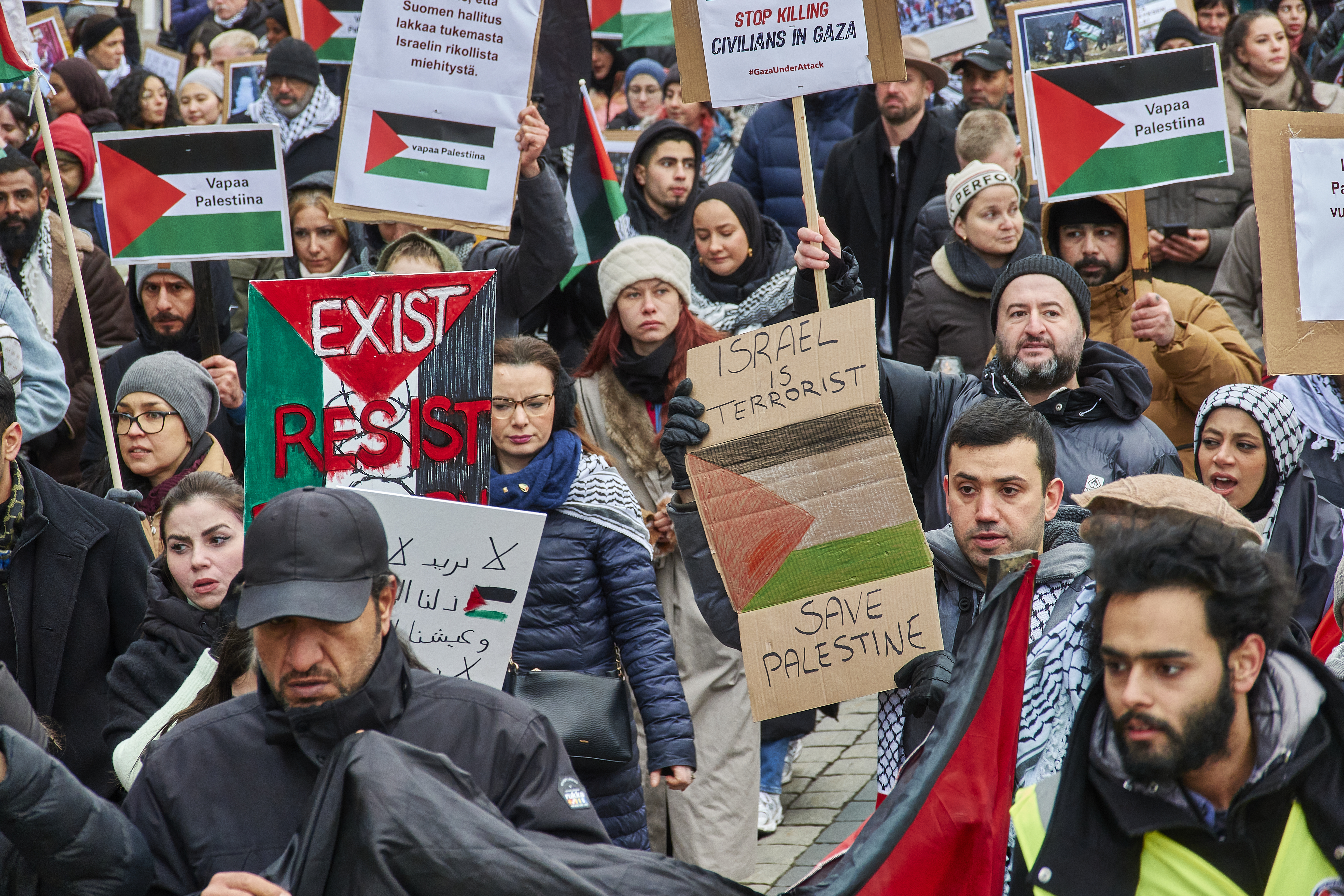
2023年10月28日、パレスチナを支持するデモ (フィンランド)

2023年12月、キューバのカネル大統領は、イスラエルによるパレスチナ人虐殺を非難し、イスラエルを「テロ国家」と呼んだ。

### リビア
1980年代、ムアンマル・アル＝カッザーフィー率いるリビアは、国家テロの疑いをかけられた。1984年7月9日から8月15日の間に、スエズ湾とバブ・エル・マンデブ海峡で17隻の商船が機雷による攻撃を受けた。テロ集団アル・ジハード（パレスチナ解放機構とつながりのある親イランのシーア派集団と考えられている）が機雷による攻撃の犯行声明を出したが、状況証拠からリビア政府が関与したことが判明した。
ミャンマーはミャンマー内戦において国家テロの疑いがかけられている。

### 北朝鮮
北朝鮮は、1983年のラングーン事件、1987年の大韓航空機爆破事件事件など、複数回にわたって国家テロの疑いをかけられ、非難された。

### イギリス
第二次世界大戦中、イギリスは特殊作戦執行部（SOE）を組織し、枢軸国、特にナチス・ドイツの占領地域で破壊工作を行い、「ヨーロッパを炎上させる」ことを目的としていた。
2021年に機密文書指定を解除された英国外務省の文書によると、1965年から66年にかけてのインドネシア大量虐殺の間、スカルノ大統領が1963年からの旧イギリス植民地のマラヤ連邦化に反発したため、イギリスが陸軍将軍を含む反共主義者を密かに煽動してPKIを排除し、プロパガンダを展開していたことが明らかになった。ハロルド・ウィルソン率いるイギリス政府は、外務省を通じてインドネシアの反共主義者たちに、スバンドリオ外相を殺害するよう煽動し、インドネシア華人への暴力を正当化する煽動的なパンフレットを送るよう指示していた。
イギリスは、1960年代から1990年代にかけて北アイルランドで発生した北アイルランド紛争の際、ロイヤリストの組織を秘密裏に支援し、国家テロに関与したとして非難されている。

### アメリカ

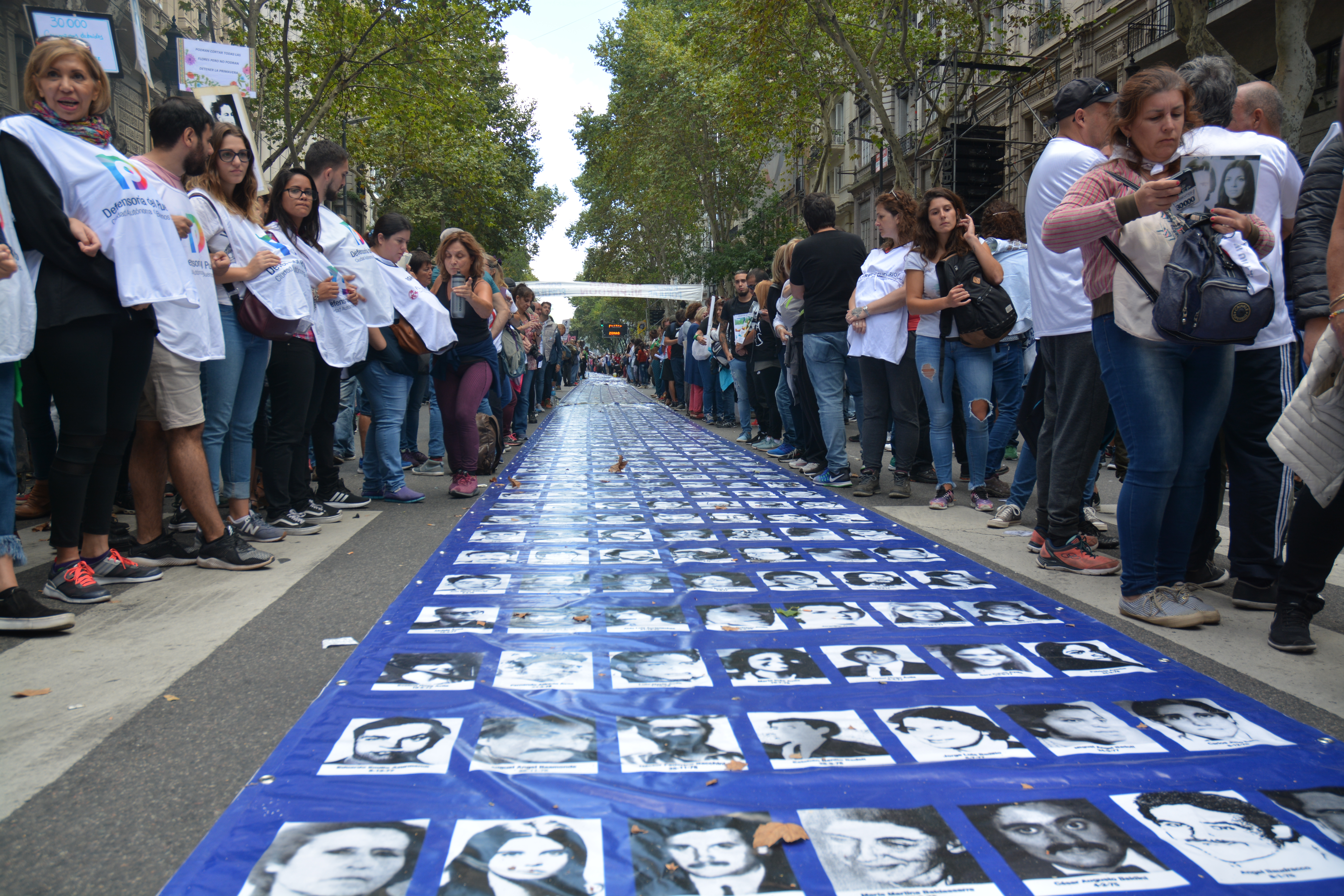
2019年3月24日、米国が支援した汚い戦争の犠牲者を追悼するアルゼンチン国民。

シェフィールド大学の政治学教授、ルース・J・ブレイクリーは、冷戦中にアメリカが「本来国家が保護する義務のある国民を標的にし、不特定多数の一般国民に恐怖を植え付け支配することを大規模に支援した」と非難している。アメリカ政府は共産主義の拡大を阻止する必要があるとして正当化したが、ブレイクリーは、米国政府はこの政策を米国のエリート層や多国籍企業の利益を増やす手段としても利用したと述べている。米国はラテンアメリカ全土で暗殺部隊を雇用した政府を支援し、右翼軍の対共産主義者訓練には拷問を推奨した指導も含まれていた 。ロングアイランド大学の政治学教授パトリス・マクシェリーは、「米国主導の反共産主義運動の一環として、右翼軍事政権により数十万人のラテンアメリカ人が拷問、拉致、殺害された」と述べている。この運動には、グアテマラ内戦中のコンドル作戦やグアテマラ軍への支援も含まれている。冷戦の最後の30年間にラテンアメリカで殺害された人数は、東側諸国の犠牲者よりも多かった。

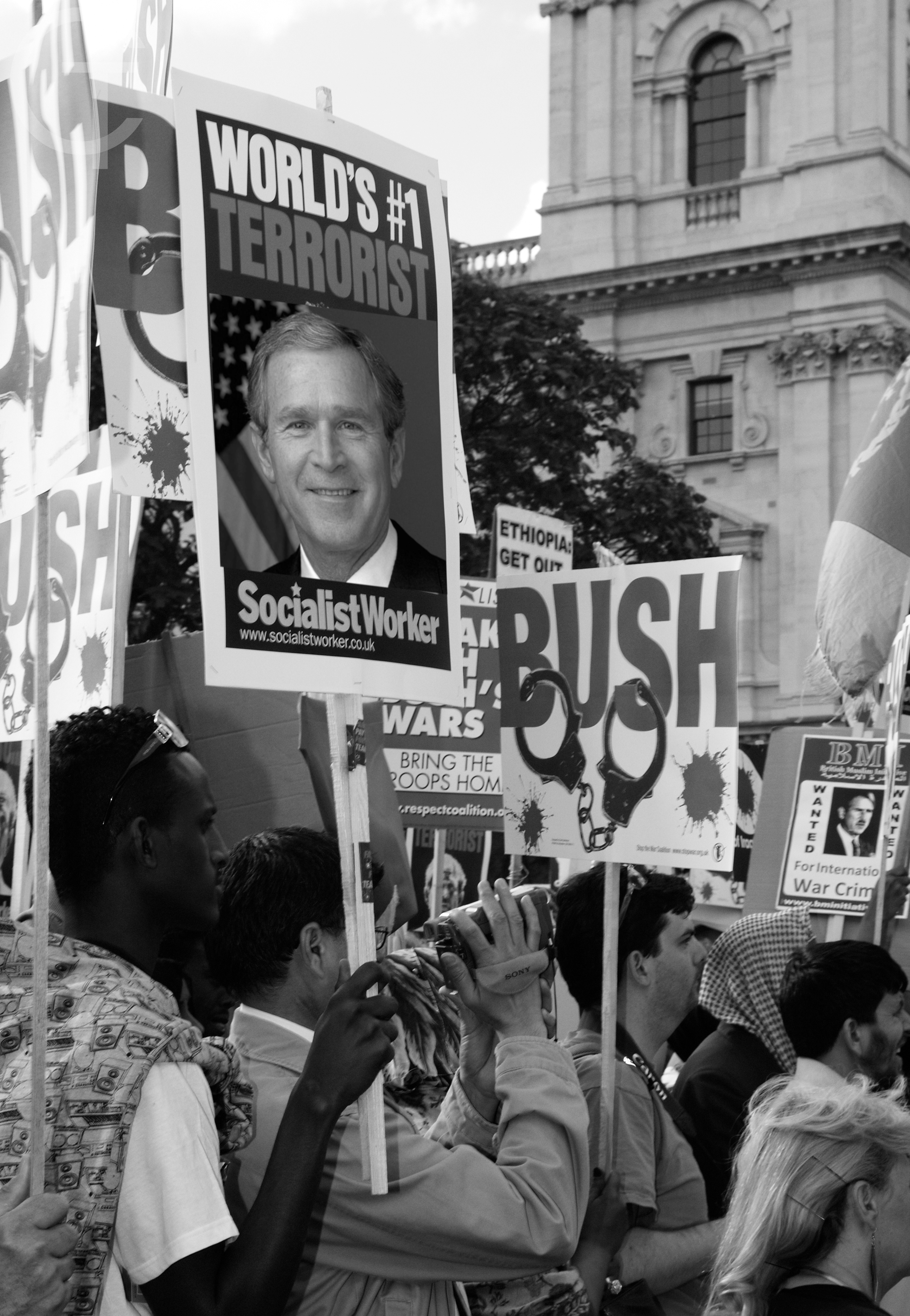
イラク戦争に抗議するイギリス国民 (2008年、ロンドン)

2017年にジャカルタの米国大使館から機密解除された文書によれば、1960年代半ばにインドネシアで共産主義を疑われた者に対する大量虐殺は米国当局により直接指示されたものであったことが確認されている。国家安全保障アーカイブの文書責任者、ブラッドリー・シンプソンは、「米国はPKIメンバーの虐殺を奨励した。米国政府は、PKIメンバーだと疑われた人々に対する軍主導の虐殺を励まし、促すために、できることは何でも行った。米国当局が懸念していたのは、非武装の党支持者の殺戮が十分に行われず、スカルノが権力の座に返り咲き、ジョンソン政権の「スカルノ後」に向けた新たな計画を挫折させるのではないかということだけであった」と語る。シンプソンによれば、インドネシアでの国家テロは「今後西側諸国が新自由主義政策を押し付けるためのもの」であった。歴史家ジョン・ルーサは2017年にジャカルタの米国大使館が公開した文書について「米国がインドネシア軍と共謀して戦略を練り、PKIメンバー虐殺を推進していたことを裏付けている」と述べた。カリフォルニア大学ロサンゼルス校の歴史学者ジェフリー・B・ロビンソンは、米国その他の西側諸国の支援がなければ、インドネシア軍の虐殺は行われなかっただろうと考察する。

## 批判
国連テロ対策委員会の委員長は、これまでの12の国際テロ条約が国家テロを規定しておらず、国家テロは国際法上の概念ではないとし、国家が権力を乱用した場合は、国際テロ対策法ではなく、国際人権法、国際人道法および戦争犯罪を扱う条約によって裁かれるべきだと述べた。同様に、当時の国連事務総長コフィー・アナンは「今は国家テロに関する議論を脇に置くべきだ。国家による武力の行使は国際法ですでに規制されている」と述べた。アナンはさらに、「国家テロリズムの定義に関する政府間の意見の相違、その理由は無関係に、罪のない民間人に対するいかなる攻撃も許されることはなく、それがテロリズムであることは明らかであり、全員が同意できるものである」と付け加えた。
ブルース・ホフマン博士は、「国家による暴力と国家以外による暴力を区別しないことは、2種類の暴力の間の本質的な違いがあるという事実を無視することになる」と主張している。ホフマン博士は、戦争においてでさえも、特定の種類の武器や戦術、非戦闘員への攻撃等を違法とする規則や行動規範が存在すると主張している。たとえば、戦争に関するジュネーヴ条約やハーグ条約に成文化された規則では、民間人を人質にすることを禁止しているなどである。ホフマン博士は、「過去25年間のテロ事件をざっと検討しただけでも、テロリストがこれらの規則すべてに違反していることが明らかである」と述べている。ホフマン博士はまた、国家がこれらの戦争規則に違反すると、「テロリズムではなく戦争犯罪という用語が使用される」とも述べている。
ウォルター・ラカーは、「国家テロリズムをテロリズムに含めるべきだという主張は、国家の存在そのものが権力の独占に基づいているという事実を無視している。もしそれが違っていたら、国家はすべての文明の基盤となっているであろう最低限の秩序を維持することすらできない」と述べた"。ラカーは国家テロリズムを「誤解を招く表現」と呼び、「この議論はテロリストによっても利用されており、自分たちの活動は国家の活動と本質的に同じであるとも主張している」と述べた。